# カタメニア
カタメニア（Catamenia）は、フィンランドのメロディックブラックメタルバンドである。デビュー当時から一貫してマサカー・レコードと契約している。キーボーディストが在籍していた時期は、シンフォニックブラックメタルとされる場合もあった。
8thアルバムまでは、ジャケットに、毎回狼の絵が描かれており、このバンドの特徴であったが、9thアルバム『Cavalcade』では、ジャケットに狼の絵が描かれなかった。その次にリリースされたセルフカバーコンピレーション・アルバム『The Rewritten Chapters』で狼の絵が復活した。

## 略歴
1995年に、ミカ・テニング (Vo)とリク・ホピアコスキー (Lead G)の2名を中心に結成。2枚のデモをリリースした後、2枚目のデモ『Winds』がきっかけとなって、マサカー・レコードと契約。この時のメンバーは、ミカ・テニング (Vo)、リク・ホピアコスキー (Lead G)、サンポ・ウッコラ (Rhythm G)、ティモ・レヘティネン (B)、トニ・テルヴォ (Ds)、ヘイディ・リイヒネン (Key)であった。
1998年に、1stアルバム『Halls of Frozen North』をリリースし、デビューする。翌1999年に2ndアルバム『Morning Crimson』をリリース。その後、サンポ・ウッコラとトニ・テルヴォが脱退し、アリ・ニッシラ (Rhythm G)とシル・ルッティネン (Ds)が加入した。
2000年に、3rdアルバム『Eternal Winter's Prophecy』リリースするも、シル・ルッティネンとヘイディ・リイヒネンが脱退したため、キーボードは、リク・ホピアコスキーが兼任した。ヤンネ・クスミンをセッションドラマーとして、2002年に4thアルバム『Eskhata』をリリース。リリース後、空席だったドラマー、キーボーディストとして、ヴェイッコ・ユミスコ (Ds)、テロ・ネヴァラ (Key)が加入した。2003年に5thアルバム『Chaos Born』をリリース。リリース後、オリジナルメンバーのミカ・テニングとティモ・レヘティネンが脱退し、オッリ＝ユッカ・ムストネン (Vo)とミッコ・ヘポ＝オヤ (B)が加入。
2005年に6th『Winternight Tragedies』をリリース。同アルバムは、スピリチュアル・ビーストからリリースされ、日本デビューを果たした。ミッコ・ヘポ＝オヤが脱退し、トニ・カンサノヤ (B)を迎えて、2006年に『Location: COLD』をリリース。リリース後、カリ・ヴァハクオプス (Clean Vo)が加入。この後、ポーランドで行われたライブ映像をおさめたDVD『Bringing the Cold to Poland』がリリースされている。
その後、ヴェイッコ・ユミスコ、テロ・ネヴァラ、オッリ＝ユッカ・ムストネンが脱退したが、メンバー補充はミッコ・ネヴァンラハティ (Ds)のみで、ボーカルは、アリ・ニッシラが兼任し、キーボーディストは補充されなかった。
この布陣で、2008年に8thアルバム『VIII - The Time Unchained』をリリースした。その後、2010年3月に9thアルバム『Cavalcade』をリリース。9thアルバムでは、ブラックメタルの要素が希薄になり、メロディックデスメタルへの接近を見せた。また、このアルバムからクリーンヴォーカリストのカリ・ヴァハクオプスがリズムギターを兼任するようになる。また、今までリズムギターを担当していたアリ・ニッシラはボーカルに専念することとなった。ただし、この9thアルバムにおいては、アリ・ニッシラ及びカリ・ヴァハクオプス両名ともギターを担当していることがクレジットされており、タイトルトラックの『Cavalcade』のPVでもアリ・ニッシラ、カリ・ヴァハクオプスともにギターを弾いている。
しかし、同年10月にリク・ホピアコスキーを除く、アリ・ニッシラ、トニ・カンサノヤ、ミッコ・ネヴァンラハティ、カリ・ヴァハクオプスの4名が脱退した。これに伴い、ミッコ・ヘポオヤ (B, Back Vo)が再加入し、ミッコ・ヘポオヤとアルティメイタムで同僚のサウリ・ヤウヒアイネン (G)、トニ・クヴィック (Ds, Clean Vo)が加入した。その後、ミッコ・ヘポ＝オヤ、サウリ・ヤウヒアイネン、トニ・クヴィックの3名は2011年6月に3人そろってアルティメイタムを脱退し、カタメニアに専念することになった。また、ボーカリストには、オーディションを経て、All Againstで活動しているユハ＝マッティ・ペルットゥネンが加入した。2011年5月には、Silent Threnodyで活動するキーボーディストのユッシ・サウヴォラ (Key)が加入。2006年に脱退した、テロ・ネヴァラ以来、およそ5年ぶりにキーボーディストがバンドに加わった。
2012年4月、新編成でセルフカバーコンピレーション・アルバム『The Rewritten Chapters』をリリース。2014年10月に、Tokyo Dark Fest 2014のヘッドライナーとして初来日。東京と大阪でライヴを行った。
9枚のフルアルバムを発表しているベテランバンドであるが、前述の略歴から分かるように、メンバーの入れ替えが激しく、1stアルバム発表時のメンバーで現在カタメニアに残っているのは、リードギタリストのリク・ホピアコスキーのみである。また、1stアルバムと2ndアルバム及び、8thアルバムと9thアルバムは同じメンバーで作成されたが、それ以外のアルバムでは、アルバムごとにメンバーが異なる。

## バンド名について
バンド名のCatameniaは、『月経』を表す英単語(ただし、普通はmenstruationを用いる)であるが、バンド名はこれに由来していない。
オリジナルメンバーのリク・ホピアコスキーが2007年にインタビューで語ったところによると、1stアルバム『Halls of Frozen North』のレコーディング後、バンド初期からのファンの一人に、Catameniaの意味が月経であると指摘を受けるまで、Catameniaが月経を意味する英単語であることをメンバーの誰一人知らなかったとのこと。これを知ったバンドはバンド名の変更を望んだものの、既に1stアルバム『Halls of Frozen North』のプレス及びリリース後であったため、変更するには遅すぎた。そのため、バンドはこのバンド名で活動を続けることを決めたという。
バンド名についてリーダーのリク・ホピアコスキーは、「俺達は何らかの意図をもってこのバンド名を付けたわけじゃない。ただ、その響きが良かったんだ」と語っている。
ちなみに、Catameniaは、鳥類の名前にも使われており、フウキンチョウ科のタネワリ属の英名がCatameniaである。

## メンバー

### 現メンバー
- リク・ホピアコスキー (Riku 'Riku' Hopeakoski) - リードギター・バックボーカル (1995 - )

4thアルバム『Eskhata』ではキーボードを兼任していた。現在、唯一のオリジナルメンバー。
2010年のメンバーチェンジ後より、バック・ボーカルも担当するようになった。
- ミッコ・ヘポ＝オヤ (Mikko Hepo-Oja) - ベース・バックボーカル (2003 - 2005、2010 - )

2003年に加入するも2005年には脱退。2010年にトニ・カンサノヤの脱退に伴い復帰。アルティメイタムでも活動していた。
- サウリ・ヤウヒアイネン (Sauli Jauhiainen) - ギター (2010 - )

アルティメイタムでも活動していた。
- トニ・クヴィック (Toni Qvick) - ドラム、クリーンボーカル (2010 - )

アルティメイタムでも活動していた。
- ユハ＝マッティ・ペルットゥネン (Juha-Matti Perttunen) - ボーカル (2010 - )

All Againstでも活動。
- ユッシ・サウヴォラ (Jussi Sauvola) - キーボード (2011 - )

Silent Threnodyでも活動。

### 元メンバー
- ミカ・テニング (Mika Tönning) - ボーカル (1995 - 2003)

ドーン・オブ・レリックの1stアルバム『One Night In Carcosa』にセッションボーカルとして参加したことがある。
- オッリ＝ユッカ・"トピ"・ムストネン (Olli-Jukka 'Topi' Mustonen) - ボーカル (2003 - 2008)
- アリ・"ニパ"・ニッシラ (Ari 'Nipa' Nissilä) - スクリーミング・ボーカル (2000 - 2010)

3rdアルバムから7thアルバムまでは、リズムギター及びバックボーカルを担当し、8thアルバムからはメインボーカルとリズムギターを兼任した。その後、カリ・ヴァハクオプスがリズムギターを担当し、ボーカルに専念することとなったが、その直後に脱退した。
- カリ・"カッケ"・ヴァハクオプス (Kari 'Kakke' Vähäkuopus) - クリーンボーカル・リズムギター (2006 - 2010)

5thアルバム『Chaos Born』から、クリーンボーカリストとしてセッションメンバーで参加。その後、8thアルバムより正式メンバーとして加入。9thアルバムよりリズムギターを兼任することとなったが、その直後に脱退。また、5thアルバムからプロデューサー及び、レコーディング・エンジニアとして、カタメニアのアルバムのプロデュース及びレコーディング、マスタリングを行っている。
- サンポ・ウッコラ (Sampo Ukkola) - リズムギター (1995 - 1999)
- ティモ・レフティネン (Timo Lehtinen) - ベース (1995 - 2003)

カルマで活動中。
- トニ・"ヨペ"・カンサノヤ (Toni 'Jöpe' Kansanoja) - ベース・バックボーカル (2005 - 2010)
- ヘイディ・リイヒネン (Heidi Riihinen) - キーボード (1995 - 2000)
- テロ・ネヴァラ (Tero Nevala) - キーボード (2002 - 2006)
- トニ・テルヴォ (Toni Tervo) - ドラム (1995 - 1999)
- シル・ルッティネン (Sir Luttinen) - ドラム (1999 - 2001)
- ヴェイッコ・ユミスコ (Veikko Jumisko) -ドラム (2003 - 2007)
- ミッコ・"ミクス"・ネヴァンラハティ (Mikko 'Mixu' Nevanlahti) - ドラム (2007 - 2010)

### セッションメンバー
- ヤンネ・クスミン (Janne Kusmin) - ドラム

4thアルバム『Eskhata』に参加。カルマで活動中。
- ユホ・ラーッパナ (Juho Raappana) - ドラム

エターナル・ティアーズ・オヴ・ソロウで活動中。

## ディスコグラフィ

### スタジオ・アルバム
- 1998年 Halls of Frozen North
- 1999年 Morning Crimson
- 2000年 Eternal Winter's Prophecy
- 2002年 Eskhata
- 2003年 Chaos Born
- 2005年 Winternight Tragedies
- 2006年 Location: COLD
- 2008年 VIII - The Time Unchained
- 2010年 Cavalcade

### コンピレーション・アルバム
- 2012年 The Rewritten Chapters (セルフカバーアルバム)

### デモ
- 1995年 Demo '95 (デモ)
- 1996年 Winds (デモ)

### 映像作品
- 2006年 Bringing the Cold to Poland